# Robert Trossin
Robert Trossin (* 14. Mai 1820 in Brenkenhof bei Bromberg; † 1. Februar 1896 in Berlin) war ein deutscher Kupferstecher.
1835 kam Trossin mit 15 Jahren nach Berlin an die Kunstakademie und wurde dort Schüler von Ludwig Buchhorn und Eduard Mandel. Gefördert durch seine Lehrer konnte Trossin 1837 anlässlich einer Ausstellung mit seinem Italienischen Fischerknaben erfolgreich debütieren. Die Vorlage dafür war das gleichnamige Gemälde des Malers Eduard Magnus.
Mit der Zeit fand Trossin seinen eigenen Stil, der sich gerade in den Porträts unverkennbar zeigte; zum Beispiel Ernst Moritz Arndt oder Alexander von Humboldt. 1849 berief man Trossin als Dozent für Kupferstich an die Kunstakademie Königsberg und betraute ihn im darauffolgenden Jahr mit der Leitung der angeschlossenen "Kupferstecherschule". 1860 erhielt er dort eine Professur. Zu seinen Schülern gehörte u. a. Lovis Corinth.
Unter seinen ersten Werken dort waren einige Porträts, die Trossin für das Werk Œuvres de Frédéric le Grand im Auftrag von Johann David Erdmann Preuß fertigte.
1862 wurde er zum Ehrenmitglied der Accademia delle Belle Arti in Turin ernannt. Das Amt als Leiter der Kupferstichabteilung hatte Trossin bis Sommer 1884 inne. Er legte in diesem Jahr alle seine schulischen Verpflichtungen nieder und ging im Frühjahr 1885 nach Berlin. Anfangs dem Ruhestand zugetan, begann Trossin aber schon bald wieder künstlerisch zu arbeiten. Von seinen letzten Arbeiten sind die Blätter Im Witwenschleier und Das Venezianische Mädchen zu nennen.

## Werke (Auswahl)
- Italienischer Fischerknabe (1837, nach Eduard Magnus)
- Ernst Moritz Arndt. Porträt
- Alexander von Humboldt. Porträt
- Jephats Tochter (nach Julius Schrader)
- Der betende Mönch am Sarg Heinrichs IV. (nach Lessing)
- Dilettantenquartett (nach Friedrich Hiddemann)
- Sonntag Nachmittag in einem schwäbischen Dorf (nach Benjamin Vautier)
- Morgengruß (nach Karl Becker)
- Mater dolorosa (nach Guido Reni)
- Die Visionen des heiligen Antonius (nach Bartolomé Esteban Murillo)
- Im Witwenschleier (nach Franz Defregger)
- Das Venezianische Mädchen (nach Giovanni Girolamo Savoldo)

| Personendaten    | Personendaten           |
| ---------------- | ----------------------- |
| NAME             | Trossin, Robert         |
| KURZBESCHREIBUNG | deutscher Kupferstecher |
| GEBURTSDATUM     | 14. Mai 1820            |
| GEBURTSORT       | Brenkenhof              |
| STERBEDATUM      | 1. Februar 1896         |
| STERBEORT        | Berlin                  |